# Carles Mensa i Corchete
Carles Mensa i Corchete (Barcelona, 1936-29 de març de 1982), fou un pintor català. De formació autodidacta, els seus treballs es relacionen amb el surrealisme de Max Ernst i amb la pintura metafísica de Giorgio De Chirico. El 1982 va exposar a Arco82, Josep Piña, galerista mallorquí, va exposar la seva obra diverses vegades a la galeria Pelaires. El 2002 el Centre de Cultura Sa Nostra de Palma li va dedicar una exposició commemorativa. hi ha obra seva al fons del Museu d'Art Contemporani de Barcelona.